# Al-Mujādala
Al-Mujādala (in arabo المجادلة‎? «La Disputante») è la 58ª Sūra del Corano rivelata dopo il 5 H. (627), probabilmente dopo l'Accordo di al-Hudaybiyya tra Maometto e i pagani coreisciti di Mecca. La sura contiene 22 versetti. Il nome della sura si riferisce al caso di una donna che si è rivolta al Profeta Muhammad per risolvere una disputa con suo marito. Questa sura tratta vari temi, inclusi il comportamento etico, la giustizia, il rispetto per le donne e il rapporto con Allah.

## Contenuto

### Il Caso della Donna Che Lamenta
Versetti 1-4: Si descrive il caso di una donna che si è rivolta al Profeta Muhammad lamentando il suo trattamento ingiusto da parte del marito. Viene data istruzione su come risolvere la questione.

### L'Etica del Confronto
Versetti 5-8: Si esalta l'etica del confronto e si afferma che i credenti dovrebbero risolvere le dispute in modo giusto e rispettoso.

### La Preghiera di Chi Offende
Versetti 9-12: Si descrive la situazione di coloro che ostacolano la diffusione della verità e si afferma che, se non si pentono, subiranno una punizione.

### L'Inadeguatezza degli Ipocriti
Versetti 13-14: Si mette in guardia gli ipocriti che ostacolano la diffusione della verità, affermando che Allah renderà vani i loro sforzi.

### La Relazione con Allah
Versetti 15-22: Si esalta la relazione tra i credenti e Allah. Si afferma che i credenti sono coloro che credono in Allah e nel Suo Messaggero e che mettono in pratica la loro fede attraverso le opere giuste.

## Analisi
La Sura Al-Mujadila offre insegnamenti importanti sull'etica del confronto, la giustizia, il rispetto per le donne e la relazione con Allah. Attraverso il caso della donna che si lamenta e le istruzioni su come risolvere le dispute in modo giusto, la sura enfatizza l'importanza della giustizia e del rispetto per i diritti delle persone, in particolare delle donne.
Inoltre, la sura mette in guardia gli ipocriti che ostacolano la diffusione della verità e ribadisce l'importanza della relazione tra i credenti e Allah. È un richiamo alla responsabilità, alla giustizia e alla fede autentica, invitando i credenti a praticare la loro fede attraverso le opere giuste e la sottomissione alla volontà divina.